# Københavns Amt
Københavns Amt var fra 1970 til 2006 et dansk amt. Det lå i Hovedstadsregionen, og dækkede en del af Sjælland, Amager, og Saltholm. Københavns Amt var Danmarks næststørste målt på befolkning, da kun Århus Amt var større.
Kommunerne København og Frederiksberg lå fysisk indenfor amtets grænser, men stod udenfor. De fungerede stedet som både kommuner og amter. Forvaltningsmæssigt udgjorde Københavns Amt og Frederiksberg Kommune tilsammen et statsamt.

## Kommuner
Amtet bestod fra 1. april 1970 til 31. marts 1974 af 20 kommuner og efter St. Magleby kommune (del af Dragør k.) og Sengeløse kommune (del af Høje-Tåstrup k.) var sammenlagt fra 1. april 1974 af de følgende 18 primærkommuner:
| Kommune        | Hovedby        | Indbyggertal (2006) | Kommune efter 2007 |
| -------------- | -------------- | ------------------- | ------------------ |
| Albertslund1   | Albertslund    | 27.853              | Ikke sammenlagt    |
| Ballerup2      | Ballerup       | 46.654              | Ikke sammenlagt    |
| Brøndby        | Brøndbyvester  | 34.247              | Ikke sammenlagt    |
| Dragør3 4      | Store Magleby  | 13.154              | Ikke sammenlagt    |
| Gentofte       | Charlottenlund | 68.623              | Ikke sammenlagt    |
| Gladsaxe       | Buddinge       | 61.735              | Ikke sammenlagt    |
| Glostrup5      | Glostrup       | 20.699              | Ikke sammenlagt    |
| Herlev         | Herlev         | 27.023              | Ikke sammenlagt    |
| Hvidovre5      | Hvidovre       | 49.762              | Ikke sammenlagt    |
| Høje Taastrup  | Høje Taastrup  | 46.257              | Ikke sammenlagt    |
| Ishøj6         | Ishøj          | 20.820              | Ikke sammenlagt    |
| Ledøje-Smørum  | Smørumnedre    | 10.797              | Egedal7            |
| Lyngby-Taarbæk | Kongens Lyngby | 51.908              | Ikke sammenlagt    |
| Rødovre        | Rødovre        | 36.506              | Ikke sammenlagt    |
| Søllerød       | Holte          | 31.920              | Rudersdal8         |
| Tårnby         | Tårnby         | 39.708              | Ikke sammenlagt    |
| Vallensbæk4    | Vallensbæk     | 12.230              | Ikke sammenlagt    |
| Værløse        | Værløse        | 18.633              | Furesø9            |

### Bemærkninger
1. Albertslund Kommune hed Herstedernes Kommune frem til 1973.
2. Ballerup Kommune hed Ballerup-Måløv Kommune frem til 1974.
3. Dragør og Store Magleby kommuner blev først slået sammen i 1974.
4. Hverken Dragør eller Vallensbæk kommuner havde pr. 2006 indbyggere nok til at kunne fortsætte som selvstændige kommuner, men begge kommuner benyttede den særlige "kattelem" i loven, der indebar, at kommuner med færre indbyggere end 20.000 indbyggere kunne fortsætte uden sammenlægning, såfremt de fik en såkaldt partnerskabsaftale med en større nabokommune. Dragør fik en partnerskabsaftale med Tårnby, mens Vallensbæk fik én med Ishøj Kommune. Dragør og Vallensbæk var i øvrigt de eneste to kommuner i Danmark, der benyttede sig af kattelemmen, hvis man ser bort fra de fire ikke-brofaste økommuner; Fanø, Læsø, Samsø og Ærø, der alle var fritaget fra kravet om de 20.000 indbyggere.
5. Avedøre Sogn blev i 1974 overflyttet fra Glostrup Kommune til Hvidovre Kommune.
6. Ishøj Kommune hed Torslunde-Ishøj Kommune frem til 1975.
7. Egedal Kommune blev udover Ledøje-Smørum dannet af Stenløse og Ølstykke kommuner, begge beliggende i Frederiksborg Amt.
8. Rudersdal Kommune blev udover Søllerød dannet af Birkerød Kommune beliggende i Frederiksborg Amt.
9. Furesø Kommune blev udover Værløse dannet af Farum Kommune beliggende i Frederiksborg Amt.

## Ledelse
Amtsrådet i Københavns Amt havde 31 medlemmer og blev som i andre amter ledet af en amtsborgmester. Fire personer nåede at tjene som amtsborgmestre i Københavns Amt:
| Periode   | Navn                   | Levetid   | Parti             | Noter                                                |
| --------- | ---------------------- | --------- | ----------------- | ---------------------------------------------------- |
| 1970-72   | Poul Stochholm         | 1904-74   | Konservative      |                                                      |
| 1972-74   | Viggo Hauch            | 1905-85   | Venstre           |                                                      |
| 1974-93   | Per Kaalund            | Født 1937 | Socialdemokratiet |                                                      |
| 1994-2006 | Vibeke Storm Rasmussen | Født 1945 | Socialdemokratiet | Blev senere regionsrådsformand i Region Hovedstaden. |

Københavns Amts amtsgård lå fra 1952 til 1992 på Blegdamsvej i Københavns Kommune – altså uden for amtet. Denne amtsgård blev efter indvielsen udsmykket med de 18 kommuners kommunevåbener, men disse blev taget ned igen efter nogle år. Den 1. januar 1993 flyttede amtet ind på den nye amtsgård i Glostrup syd for stationen.

## Strukturreformen
Som led i strukturreformen ophørte amtet pr. 31. december 2006, og dets opgaver videreføres af Region Hovedstaden, de storkøbenhavnske kommuner og staten. Amtsgården overgik til Retten i Glostrup.

### Nye kommuner i det gamle Københavns Amt
De med * mærkede kommuner ligger hen over den nu afskaffede amtsgrænse mellem Københavns og Frederiksborg amtskommuner:
| - Albertslund - Ballerup - Brøndby - Dragør - Egedal* - Furesø* | - Gentofte - Gladsaxe - Glostrup - Herlev - Hvidovre - Høje-Taastrup | - Ishøj - Lyngby-Taarbæk - Rudersdal* - Rødovre - Tårnby - Vallensbæk |

## Statistisk kilde
Danmarks Statistik, Statistikbanken.dk